# Phoenix (Arizona)
Phoenix [ˈfiːnɪks] ist die Hauptstadt und größte Stadt des US-Bundesstaats Arizona. Die Stadt ist außerdem Verwaltungssitz des Maricopa Countys. 2020 hatte die Stadt 1.608.139 Einwohner.

## Geografie

### Lage
Phoenix liegt zentral in Arizona im Valley of the Sun („Sonnental“) der Sonora-Wüste. Das erweiterte Stadtgebiet der Metropolregion Phoenix hat über vier Millionen Einwohner und umfasst auch Mesa, Scottsdale, Glendale, Tempe, Chandler, Gilbert, Peoria sowie viele kleinere Orte wie Goodyear, Avondale, Litchfield Park und Anthem und auch überwiegend von Rentnern bewohnte Gemeinden (Retirement Communitys) wie Sun City, Sun City West und Fountain Hills.
Der Salt River fließt vom Nordosten des Maricopa County durch den Süden von Phoenix. Die Grenze zu Tempe wird vom La Toma Crosscut Canal gebildet. Der Großraum Phoenix wird begrenzt von Gebirgen, den McDowell Mountains im Norden, den Superstition Mountains (mit der markanten Weavers Needle) im Osten, der Sierra Estrella und den South Mountains im Süden sowie den White Tank Mountains im Westen.

### Klima

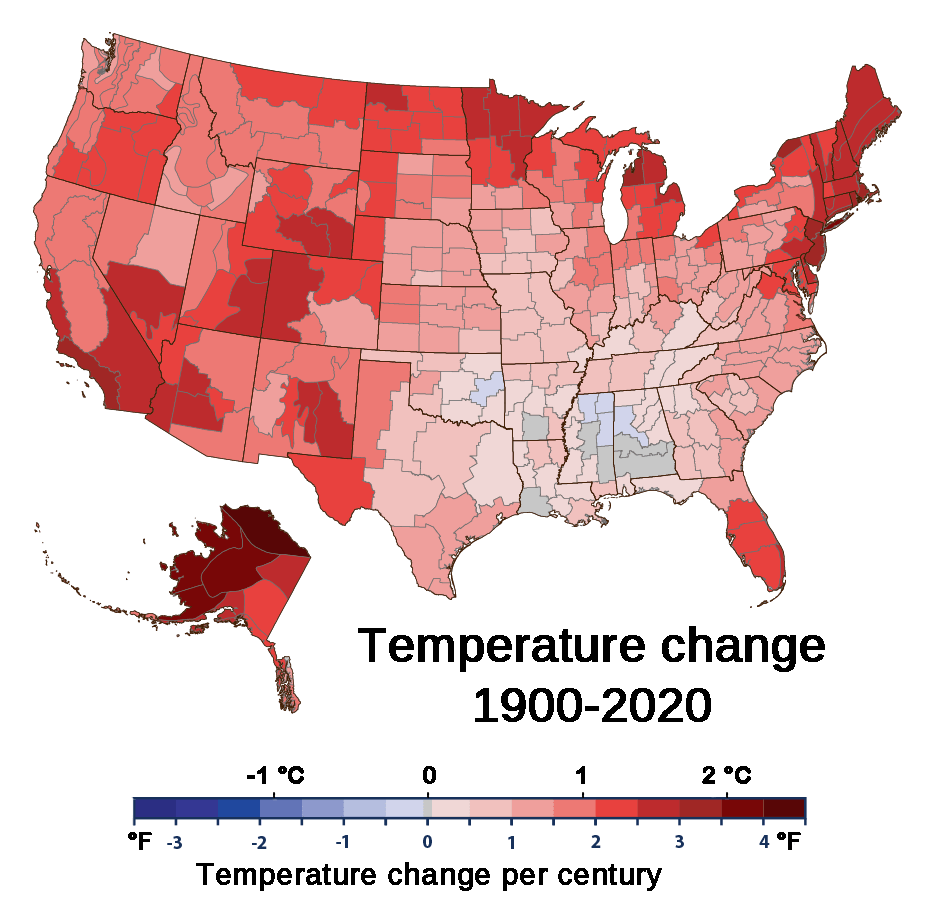
In der Region Phoenix und in anderen Teilen Arizonas ist die Durchschnittstemperatur pro Jahrhundert um fast 2 Grad Celsius gestiegen

In Phoenix herrscht Wüstenklima. Es gibt  durchschnittlich 312 Tage Sonnenschein im Jahr. Ein Drittel des Jahres (von Mitte Mai bis Mitte September) liegen die Temperaturen über 38 °C (100 °F). An den heißesten Tagen des Jahres können die Temperaturen sogar gegen 46 °C ansteigen. Am 18. Juli 2023 wurde mit 116 Grad Fahrenheit (etwa 46,7 Grad Celsius) ein neuer Temperaturrekord gemessen. Die trockene Wüstenluft in Arizona macht die hohen Temperaturen etwas erträglicher („trockene Hitze“). Die Bevölkerung setzt sich der Hitze nur in geringem Maße aus – die meisten Gebäude und Fahrzeuge sind klimatisiert.
Die tiefsten Temperaturen im Winter liegen bei 0 °C (32 °F); sie bleiben selten über längere Zeit so niedrig. Messbare Mengen an Schnee gab es in den letzten Jahren zweimal: 1 cm im Jahr 1990 und 2,5 cm im Jahr 1985. Im Jahresdurchschnitt fallen in der Gegend rund 194 mm Regen. Der wenige Regen fällt verteilt über den Zeitraum des Südwest-Monsuns von Juli bis Mitte September, wenn gelegentlich feuchtwarme Luft vom Golf von Kalifornien die heiße Wüstenluft verdrängt.
|                       | Jan  | Feb  | Mär  | Apr  | Mai  | Jun  | Jul  | Aug  | Sep  | Okt  | Nov  | Dez  |   |       |
| Mittl. Tagesmax. (°C) | 18,8 | 21,5 | 24,2 | 29,2 | 34,2 | 39,7 | 41,1 | 39,8 | 36,8 | 31,2 | 23,8 | 19,0 | ⌀ | 30    |
| Mittl. Tagesmin. (°C) | 5,1  | 7,1  | 9,3  | 12,9 | 17,7 | 22,7 | 27,2 | 26,2 | 22,7 | 16,0 | 9,4  | 5,4  | ⌀ | 15,2  |
|                       |      |      |      |      |      |      |      |      |      |      |      |      |   |       |
| Niederschlag (mm)     | 17,0 | 17,3 | 22,4 | 5,6  | 3,0  | 3,3  | 21,1 | 24,4 | 21,8 | 16,5 | 16,8 | 25,4 | Σ | 194,6 |
|                       |      |      |      |      |      |      |      |      |      |      |      |      |   |       |
| Sonnenstunden (h/d)   | 8,3  | 9,1  | 10,3 | 11,8 | 12,9 | 13,6 | 12,2 | 11,6 | 11,0 | 10,0 | 8,5  | 7,9  | ⌀ | 10,6  |
|                       |      |      |      |      |      |      |      |      |      |      |      |      |   |       |
| Regentage (d)         | 2,7  | 2,8  | 3,2  | 1,1  | 0,6  | 0,5  | 3,0  | 3,2  | 2,3  | 2,0  | 2,3  | 3,1  | Σ | 26,8  |
|                       |      |      |      |      |      |      |      |      |      |      |      |      |   |       |
| Luftfeuchtigkeit (%)  | 51   | 44   | 39   | 28   | 22   | 19   | 32   | 36   | 36   | 37   | 44   | 52   | ⌀ | 36,7  |

| 5,1 |

| 7,1 |

| 9,3 |

| 12,9 |

| 17,7 |

| 22,7 |

| 27,2 |

| 26,2 |

| 22,7 |

| 16,0 |

| 9,4 |

| 5,4 |

| 5,1 |

| 7,1 |

| 9,3 |

| 12,9 |

| 17,7 |

| 22,7 |

| 27,2 |

| 26,2 |

| 22,7 |

| 16,0 |

| 9,4 |

| 5,4 |

## Demografie
Die Bevölkerung bestand laut dem Zensus 2010 zu 46,5 Prozent aus Weißen und zu 6,5 Prozent aus Afroamerikanern; 3,2 Prozent waren asiatischer Herkunft. 40,8 Prozent der Bevölkerung waren Hispanics. Der Median des Einkommens je Haushalt lag 2015 bei 47.326 US-Dollar. 23,1 Prozent der Bevölkerung lebten unterhalb der Armutsgrenze. Das U.S. Census Bureau hat bei der Volkszählung 2020 eine Einwohnerzahl von 1.608.139 ermittelt.
| Jahr | Einwohner |
| ---- | --------- |
| 1980 | 789.704   |
| 1990 | 984.310   |
| 2000 | 1.321.045 |
| 2010 | 1.445.632 |
| 2020 | 1.608.139 |

## Geschichte
Mehr als 2000 Jahre lang wohnte das Hohokam-Volk im Gebiet des heutigen Phoenix. Die Hohokam schufen ein rund 135 Meilen umfassendes Netz von Bewässerungskanälen, die die Wüste landwirtschaftlich nutzbar machten. Die Laufbahnen dieser Kanäle wurden später für den Arizona Canal, das Central Arizona Project und den Hayden-Rhodes-Aquädukt benutzt. Die Hohokam handelten mit den benachbarten Anasazi, Mogollon und den Sinagua und auch mit den ferneren mesoamerikanischen Zivilisationen. Zwischen 1300 und 1450 verließen die Hohokam angeblich wegen einer Trockenperiode und mehreren Fluten das Gebiet.
Nach den Hohokam begannen die Stämme der Pima, Tohono O'odham und Maricopa die Region zu besiedeln.
Die Akimel O'odham waren das wichtigste indigene Volk im Gebiet, sie wohnten in kleinen Dörfern und hatten klar abgegrenzte Bewässerungssysteme. Ihre Ernten enthielten Mais, Bohnen und Kürbisse, Baumwolle und Tabak waren ebenfalls angebaut. Sie vereinigten sich mit dem Maricopa-Volk für ihren gegenseitigen Schutz gegen Einbrüche der Yuma- und Apache-Völker. Die Maricopa sind ein Teil des größeren Yuma-Volks. Sie wanderten östlich des unteren Colorado und Gila-Flusses in den früheren 1800er Jahren, als sie zum Feinde der anderen Yuma-Völker wurden.

Nachbau eines Wohnhauses in der Pueblo Grande Ruin and Irrigation Sites

Eine Stätte in Phoenix hat den Status einer National Historic Landmark, die Pueblo Grande Ruin and Irrigation Sites. 214 Bauwerke und Stätten der Stadt sind im National Register of Historic Places (NRHP) eingetragen (Stand 31. Oktober 2018).

## Infrastruktur

### Bildung
Die wichtigste Universität im Großraum Phoenix ist die in Tempe gelegene Arizona State University, nach Studentenzahlen die zweitgrößte Universität der USA. Im August 2006 eröffnete die ASU einen Campus in der Innenstadt von Phoenix.
Die medizinische Fakultät der in Tucson beheimateten University of Arizona hat eine Außenstelle in Phoenix, die bis 2007 stark ausgebaut wurde. Die Studenten können nunmehr die meisten medizinischen Klassen auf dem neuen Campus in der Innenstadt belegen. Ebenso bietet die wirtschaftswissenschaftliche Fakultät der University of Arizona, das Eller College of Management, einen Executive MBA in Phoenix an.
Zusätzlich zu den Außenstellen der zwei wichtigsten staatlichen Universitäten Arizonas hat im Stadtbereich von Phoenix die größte private Universität der USA, die University of Phoenix ihren Sitz.
Im Stadtgebiet Glendale befindet sich die Wirtschaftshochschule Thunderbird – School of Global Management. Die Schule entstand 1946 aus dem Militärflugplatz „Thunderbird Fields“. In Großraum Phoenix gibt es 10 Community Colleges.

### Wirtschaft
Historisch ist Phoenix eine von der Landwirtschaft (Baumwolle und Zitrusfrüchte) geprägte Stadt, doch haben hier in den letzten zwei Jahrzehnten besonders Elektronik- und Telekommunikationsunternehmen investiert. Wegen des attraktiven Klimas, der Nähe zum Grand Canyon und anderer landschaftlicher Attraktionen hat sich der Tourismus zu einer weiteren Säule der städtischen Wirtschaft entwickelt. Im Winter ist Phoenix bei Golfspielern beliebt, die dem kalten Wetter im Norden der USA entfliehen. Als eine der am schnellsten wachsenden Städte der USA ist Phoenix derzeit besonders für die Immobilienwirtschaft interessant.
Im Großraum Phoenix haben fünf Fortune 500 Firmen ihren Sitz: Apollo Group, Avnet, Freeport-McMoRan, US Airways und Republic Services. Weitere große Unternehmen, die ihren Sitz in Phoenix haben, sind unter anderen Best Western, Cold Stone Creamery, Mesa Airlines, P.F. Chang’s China Bistro und Shamrock Foods. Auch das Photovoltaikunternehmen First Solar hat hier sein Hauptquartier. Andere große Arbeitgeber in der Region sind Bank of America, General Dynamics, Henkel, Honeywell, Intel, Motorola oder Southwest Airlines.
Die Metropolregion von Phoenix erbrachte 2016 eine Wirtschaftsleistung von 203,3 Milliarden US-Dollar und belegt damit den 17. Platz unter den wirtschaftsstärksten Metropolregionen des Landes. Im Großraum der Stadt wird ein großer Teil der ökonomischen Aktivität des Bundesstaats Arizona erbracht.

### Verkehr
Die Stadt ist über die Interstate I-10 mit Los Angeles im Westen und Tucson (bzw. Mexiko und Texas) im Südosten verbunden. Die I-17 führt in den Norden Arizonas nach Flagstaff. Die I-8 führt im Süden der Stadt über Yuma nach San Diego in Kalifornien.
Der Großraum Phoenix ist verkehrstechnisch mit einer Ringautobahn sowie verschiedenen Stadtautobahnen sehr gut erschlossen. Dennoch kommt es sehr häufig zu Staus; daher wurde am 27. Dezember 2008 mit Valley Metro Rail eine Light Rail eröffnet. Die erste, zurzeit 45 Kilometer lange Linie verläuft vom Nordwesten über das Zentrum in den Osten der Stadt und bindet dabei die Arizona State University, Tempe sowie Mesa an. Zurzeit befinden sich zwei Streckenerweiterungen im Nordwesten und Süden im Bau. Von der Stadtbahn erhofft man sich auch eine Revitalisierung des Stadtzentrums. Seit April 2013 verkehrt der PHX Sky Train, ein Peoplemover, von der Haltestelle 44th Street/Washington station über eine vier Kilometer lange Strecke zu den Terminals 3 und 4 des internationalen Flughafens PHX.
Im Großraum Phoenix gibt es fünf Flughäfen, den Sky Harbor International Airport (PHX), einen der verkehrsreichsten Flughäfen der Welt, den Williams Gateway Airport (aus der 1993 geschlossenen Williams Air Force Base entstanden), den Falcon Field Airport, den Phoenix–Goodyear Municipal Airport und Scottsdale Municipal Airport in Scottsdale – die letzten beiden werden vorwiegend von Privatmaschinen angeflogen.
Phoenix ist die größte Stadt der Vereinigten Staaten, die keinen Anschluss an das Amtrak-Fernverkehrsnetz hat. Die Bedienung durch Amtrak wurde 1996 eingestellt und nach Maricopa verlagert. Die Stadt wird jedoch im Eisenbahngüterverkehr bedient.

## Kultur

### Bands aus Phoenix
- Alice Cooper
- Flotsam and Jetsam
- Meat Puppets
- The Word Alive

### Sport
Sportvereine
Phoenix gehört zu den wenigen Städten, die in jeder der vier großen nordamerikanischen Sportarten (Baseball, American Football, Basketball und Eishockey) mit einem Team in der höchsten Liga vertreten sind:
- Arizona Cardinals in der National Football League
- Arizona Diamondbacks in der Major League Baseball
- Arizona Coyotes in der National Hockey League
- Phoenix Suns in der National Basketball Association

Weitere bekannte Teams sind:
- Arizona Rattlers, Arena Football League
- Phoenix FC, USL Professional Division
- Phoenix Mercury, Women’s National Basketball Association

Sportstätten

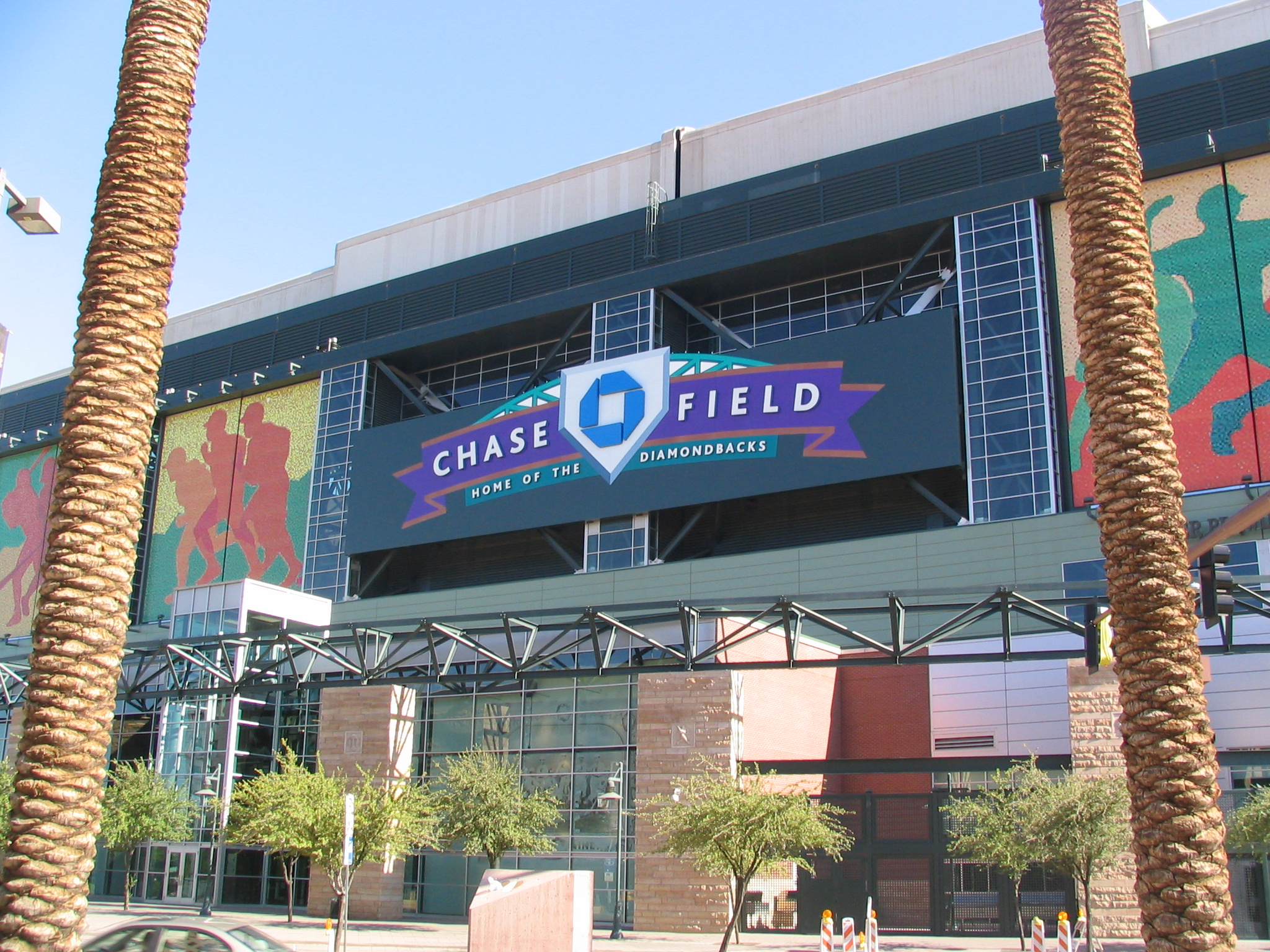
Chase Field

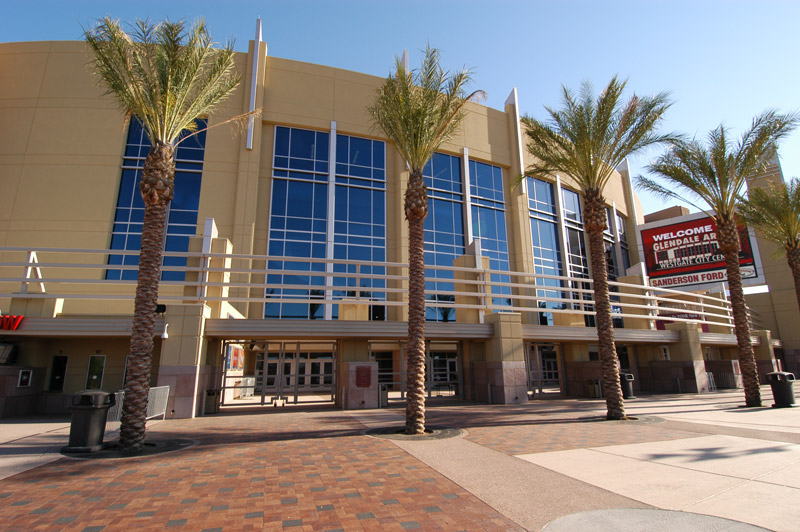
Gila River Arena

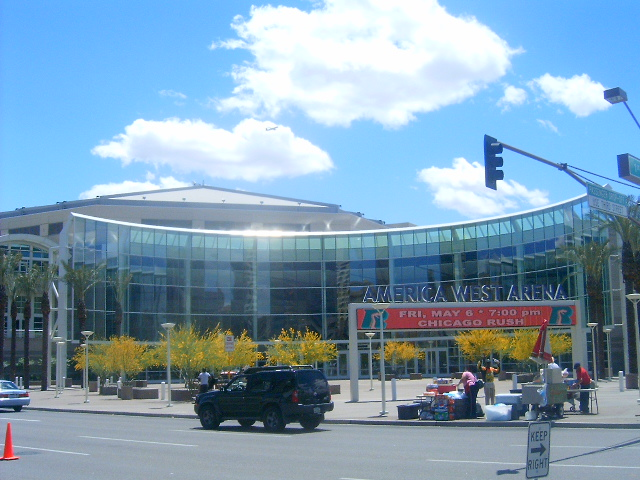
US Airways Center

- Talking Stick Resort, Heimat der Phoenix Suns (NBA) und der Phoenix Mercury (WNBA)
- Chase Field, Heimat der Arizona Diamondbacks
- Firebird International Raceway, Bootsrennen
- Gila River Arena, Multifunktionsarena, Heimat der Coyotes (im Vorort Glendale)
- Manzanita Speedway, Dragster-Rennen
- Phoenix International Raceway, Autorennen der NASCAR-Serie
- Phoenix Street Circuit, ehemaliger Stadtkurs, auf dem von 1989 bis 1991 der Große Preis der USA der Formel 1 ausgetragen wurde
- University of Phoenix Stadium, Heimat der Arizona Cardinals (NFL) im Vorort Glendale
- US Airways Center, Multifunktionsarena, u. a. Heimat der Suns, der Roadrunners, der Rattlers und der Mercury

### Sehenswürdigkeiten
- Arizona Biltmore
- Arizona Historical Society Museum
- Arizona Science Center

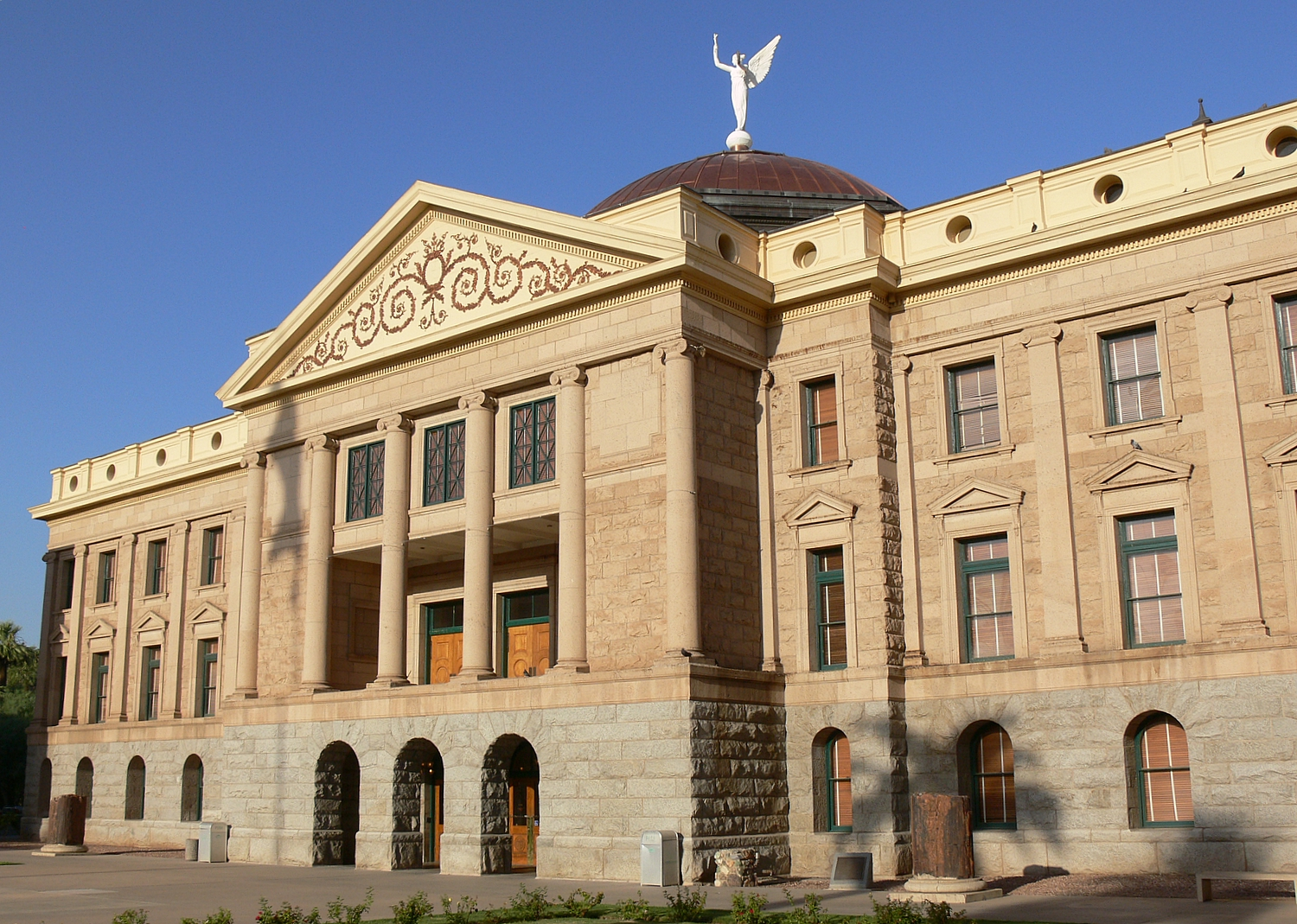
Arizona State Capitol, Regierungssitz des Bundesstaates

- Arizona State Capitol, Regierungssitz des Bundesstaates
- Arizona Veterans Memorial Coliseum / Arizona State Fairgrounds
- Camelback Mountain
- Castles N’ Coasters Amusement Park
- Desert Botanical Garden und Hole-in-the-Rock im Papago Park
- Encanto Park
- Hall of Flame
- Heard Museum
- Hotel San Carlos
- Metrocenter Mall
- Musical Instrument Museum
- Phoenix Art Museum
- Phoenix Museum of History
- Phoenix Zoo
- Pueblo Grande Museum and Cultural Park
- Marienbasilika
- South Mountain Park
- Squaw Peak Recreation Area
- Symphony Hall im Phoenix Civic Plaza
- Taliesin West und Gammage Auditorium, beide von Frank Lloyd Wright konstruiert
- Tovrea Castle
- Wrigley Mansion

## Partnerstädte
| - – Calgary (Kanada) - – Catania (Italien) - – Chengdu (Volksrepublik China) - – Ennis (Irland) - – Grenoble (Frankreich) | - – Hermosillo (Mexiko) - – Himeji (Japan) - – Prag (Tschechien) - – Ramat Gan (Israel) - – Taipei (Republik China (Taiwan)) |

In den 1970er-Jahren gab es eine inoffizielle Städtepartnerschaft zur deutschen Stadt Karlsruhe. Eine offizielle Städtepartnerschaft allerdings kam nie zustande.